# 一瀬正巳
一瀬 正巳（いちのせ まさみ、1902年〈明治35年〉3月4日 - 1953年〈昭和28年〉ごろ）は、日本の物理学者。

## 来歴
1902年、熊本県玉名郡小田村に生まれる。熊本県立玉名中学校（1919年卒業、同級生に宮崎世民がいる）、旧制第五高等学校を経て、京都帝国大学理学部を卒業した。
京大卒業後は南満洲鉄道に勤務し、1927年より旧制名古屋高等工業学校（現・名古屋工業大学）の教授となり、1941年に従五位に叙された。
主著に『誤差論』（培風館、1953年）がある。

## 著書
- 1931年『物理学一般』（培風館）
- 1933 年『物理学要論』（培風館）
- 1936年『物理学概要』（培風館）
- 1940年『工業基礎物理学』（培風館）
- 1940年『基本･應用物理學要説』（培風館）
- 1946年『高等物理学問題選講』（培風館）
- 1953年『誤差論』（培風館）